# Just Be Straight with Me
"Just Be Straight With Me" (Tạm dịch: "Cứ Thẳng Thắn Với Anh") là đĩa đơn đầu tiên trích từ album phòng thu thứ hai của Silkk the Shocker, Charge It 2 da Game. Ca khúc được phát hành bởi thành viên của Beats By the Pound, Craig B. và có sự góp mặt của Master P và Destiny's Child. "Just Be Straight With Me" khá thành công trên bảng xếp hạng Billboard, thành công một lúc đến ba bảng xếp hạng trên tạp chí này, đồng thời cũng trở thành ca khúc thành công nhất trên bảng xếp hạng nhạc rap.

## Bảng xếp hạng
| Bảng xếp hạng                                   | Vị trí |
| ----------------------------------------------- | ------ |
| U.S. Billboard Hot 100                          | 57     |
| U.S. Billboard Hot R&B/Hip-Hop Singles & Tracks | 36     |
| U.S. Billboard Hot Rap Singles                  | 12     |